# راندولف باول
راندولف باول (بالإنجليزية: Randolph Powell)‏ هو ممثل أمريكي، ولد في 14 أبريل 1950 في الولايات المتحدة.

## وصلات خارجية
- راندولف باول على موقع IMDb (الإنجليزية)
- راندولف باول على موقع أول موفي (الإنجليزية)
- راندولف باول على موقع قاعدة بيانات الفيلم (الإنجليزية)